# Episinus taibeli
Episinus taibeli là một loài nhện trong họ Theridiidae.
Loài này thuộc chi Episinus. Episinus taibeli được Lodovico di Caporiacco miêu tả năm 1949.